# Municipio de Twin Groves
Twin Groves Township es una subdivisión territorial del condado de Jasper, Misuri, Estados Unidos. Según el censo de 2020, tiene una población de 6839 habitantes.
Tiene un código de clase Z1, que indica que no está en funcionamiento (non-functioning county subdivision).

## Geografía
La subdivisión está ubicada en las coordenadas 37°12′31″N 94°33′15″O / 37.20861, -94.55417. Según la Oficina del Censo, tiene una superficie total de 109.56 km², de los cuales 108.86 km² corresponden a tierra firme y 0.70 km² están cubiertos de agua.

## Demografía
Según el censo de 2020, hay 6839 personas residiendo en la zona. La densidad de población es de 62.82 hab./km². El 86.75% de los habitantes son blancos, el 1.02% son afroamericanos, el 1.42% son amerindios, el 0.67% son asiáticos, el 0.01% es isleño del Pacífico, el 0.83% son de otras razas y el 9.28% son de una mezcla de razas. Del total de la población, el 3.55% son hispanos o latinos de cualquier raza.